# Magyarország történelme, földje, népe, élete, gazdasága, irodalma, művészete Vereckétől napjainkig
A Magyarország történelme, földje, népe, élete, gazdasága, irodalma, művészete Vereckétől napjainkig létrehozása, rövidített hivatkozással olykor Magyarország Vereckétől napjainkig egy 20. század első felében megjelent nagy terjedelmű magyar nyelvű enciklopédikus jellegű országismertető mű volt.

## Jellemzői
A mű egyike volt a két világháború közötti időszak nagy terjedelmű szellemi alkotásainak. 1929-ben látott napvilágot a Franklin Irodalmi és Nyomdai Rt. kiadásában, terjedelme 5 nagy alakú (27 cm x 20 cm) kötet, és 2322 nyomtatott oldal.
A sorozat 5 kötete végigvezette az olvasót a magyar történelmen és néhány kiemelkedő nagyság életrajzán (I. kötet), a korszak állami és gazdasági életén (II. kötet), Magyarország földrajzán, néprajzán, neves városain (III. kötet), a magyar szellemi életen, neves tudósok, költők, írók munkásságának bemutatásán, a hazai vallásos viszonyokon (IV. kötet), végül pedig a magyar képző-, zene- és színművészeten (V. kötet). Az utolsó kötet végére egy kisebb statisztikai összefoglaló is olvasható volt. Az egyes tanulmányokat különböző személyek írták, de legtöbbjük a korszakban a témakör jelentős tudósának, szakértőjének számított.
A kiadók gondoskodni kívántak a sorozat művészi megjelenéséről is, ezért fényezett papírra nyomtatták, tizenhat színes, hártyapapírral védett műmelléklettel, hét színes térképpel, és ezernél több képpel és térképvázlattal látták el. A kötés vörös színre festett félbőrből készült, közepén elöl aranyozott stilizált madáralak volt látható. Ugyanez a madáralak került a valamivel sötétebb, de ugyancsak vörös színű gerincre középen, alatta aranyozott kapitális betűkkel a sorozatcím, legalul a kiadó „FT” monogramja, köztük (alul és felül) indaszerűen futó stilizált növényi díszítés van.
A mű fakszimile vagy elektronikus kiadással nem rendelkezik.

## Munkatársak
A kötet összeállításában a következő személyek vettek részt:
- Kárpáti Aurél
- Babits Mihály
- Kosztolányi Dezső
- Szász Károly
- Herczeg Ferenc
- Schöpflin Aladár
- Bíró Zoltán
- Dr. Földessy Gyula
- Kóbor Tamás
- Kozma Andor
- Rákosi Jenő
- Kosáryné Réz Lola
- Halász Gyula
- Oláh Gábor
- Kállay Miklós
- Dánielné Lengyel Laura
- Pilch Jenő
- Dr. Révay József
- Dr. Galla Ferenc
- Torday Géza
- Dr. Siklóssy László
- Berzeviczy Albert
- Dr. Márki Sándor
- Dr. Cholnoky Jenő
- Dr. Hevesi Simon
- Petrovics Elek
- Dr. Wellmann Oszkár
- Huszár Károly
- Dr. Rapaics Raymund
- Dr. Nagy Lajos
- Gróf Andrássy Gyula
- Gróf Apponyi Albert
- Dr. Angyal Dávid
- Dr. Gaál István
- Pintér Jenő
- Ravasz László
- Dr. Darvas Ferenc
- Fenyő Miksa
- Hegedüs Lóránt
- Dr. Vass József
- Dr. Sík Sándor
- Dr. Győry Tibor
- Dr. Dézsi Lajos
- Dr. Gelei József
- Dr. Szilády Zoltán
- Szatmári Mór
- Dr. Karácsonyi János
- Dr. Szémán István
- Dr. Miskolczy István
- Dr. Lambrecht Kálmán
- Dr. Egyed István
- Kállay Tibor
- Barabás Béla
- Dr. Molnár Géza
- Dr. Arday Pál
- Szviezsényi Zoltán
- Fabricius Endre
- Zsindely Endre
- Biró Zoltán
- Kertész K. Róbert
- Dr. Kéky Lajos
- Dr. Fitz József
- Dr. Gerevich Tibor
- Dr. Pesthy Pál
- Dr. Balanyi György
- Dr. Ripka Ferenc
- Teleszky János
- Dr. Erdős Károly
- Bezegh-Huszágh Miklós
- Br. Wlassics Gyula
- Domony Móric
- Dr. Benedek Marcell
- Dr. Dréhr Imre
- Dr. Halmos István
- Dr. Hencz Lajos
- Dr. Herczeg József
- Dr. Koczab Frigyes
- Dr. Kornis Gyula
- Dr. Lányi József
- Dr. Lipcsey Ádám
- Dr. R. Kiss István
- Dr. Rados Gusztáv
- Dr. Rybár István
- Dr. Steiner Lajos
- Dr. Székely Ákos
- Dr. Szelényi Ödön
- Dr. Zsitvay Tibor
- Geszti Lajos
- Gr. Andrássy Gyula
- Gróf Bethlen István
- Gróf Klebelsberg Kunó
- Popovics Sándor
- Praznovszky Iván
- Schober Béla
- Turi Béla
- Vitéz Hefty Frigyes
- Józan Miklós
- Dr. Elekes Dezső
- Dr. Péter András
- Dr. Kapi Béla
- Dr. Tompa Ferenc
- Br. Szterényi József
- Mutschenbacher Emil
- Osztrovszkyné Dr. E. Németh Ágnes
- Dr. Genthon István
- Dr. Cholnoky Jenő
- Kárpáti Aurél
- Kosztolányi Dezső

## Kötetbeosztása
Az egyes kötetek a következők voltak:
| Kötetszám | Kötetcím                         | Tartalom | Oldalszám |
| --------- | -------------------------------- | --- | --------- |
| I.        | Történelem                       | A magyar föld őstörténete – A magyar föld őskori lakói és kultúrájuk – Magyarország a rómaiak korában – Kárpátia és a magyarság a honfoglalásig – Az államalapítástól a mohácsi vészig – A török hódoltságtól a kiegyezésig – Az alkotmányos békekorszak – A világháború és az őszirózsás forradalom – A vörös rémuralom – Trianon – Ellenforradalom és konszolidáció – Történelmi arcképek (vázlatok magyar történelmi személyekről) | 544       |
| II.       | Állami és gazdasági élet         | Alkotmány és közigazgatás – Igazságszolgáltatás – Államrendőrség – A magyar címer és zászló – A magyar mint katona – A magyar katona ezer éven át – Magyarország pénzügyei – A magyar pénz – Nemzeti egység – Magyar szociálpolitika – Mezőgazdaság – Növénytermelés és növénynemesítés – Állattenyésztés – A magyar gyümölcs – Gyógynövénytermelés – A magyar bor – Bányászat – Erdőgazdaság – Vadászat – Ipar és kereskedelem – Gyáripar – Kereskedelmünk multja és jövője – Pénzintézeteink – A magyar királyi posta – Vasút – Folyamhajózás – Aviatika | 482       |
| III.      | A magyar föld                    | A magyar föld és népe – Budapest világváros – Az ország szíve (Budapest) – Nemzetem büszkesége (Szeged) – A hírös város (Kecskemét) – Kossuth városa (Cegléd) – A kálvinisták Róma (Debrecen) – A magyar Athén (Eger) – Szembere Bertalan városa (Miskolc) – A magyar Sion (Esztergom) – Királyok városa (Székesfehérvár) – Ahol a villamos motor megszületett (Győr) – Civitas fidelissima (Sopron) – Szent Márton városa (Szombathely) – Földi paradicsom (Pécs) – Recrudescunt... (Kassa) – A Felvidék gyöngyei (Késmárk, Eperjes, Bártfa, Lőcse) – Megy-ballag már a vén diák (Besztercebánya, Körmöncbánya, Selmecbánya) – Vitam et sanguinem (Pozsony) – Üdvözlégy kegyelmes Szent László király (Nagyvárad) – A magyar Golgota (Arad) – Losonczy István városa (Temesvár) – A bunyevác metropolis (Szabadka) – Kincses Kolozsvár – Bolyai kathedrája (Marosvásárhely) – A szász sasfészek (Nagyszeben) – Az ország kapuja (Brassó) – Magyar érdekességek – Európa virágoskertje – A magyar állatvilág multja és jelene – Éghajlat és időjárás – Budapest fürdőváros – Magyarország gyógyértékei | 470       |
| IV.       | Tudomány, irodalom, egyházi élet | A magyar művelődés ezer éve – Művelődésünk és a külföld – Kultúrfölényünk kérdése – Tudományosság – A magyar iskola – Magyar nagyasszonyok – Magyar lángelmék (vázlatok magyar tudósokról) – Irodalmi miniatűrök (vázlatok magyar irodalmárokról) – A római katholikus egyház – A görög katholikus egyház – A református egyház – Az evangélikus egyház – A görög-keleti szerb egyház – Az unitárius egyház – Kisebb vallásfelekezetek – A magyar zsidóság | 406       |
| V.        | Művészet, sport, statisztika     | A magyar művészet jelentősége – Magyar képzőművészet – Magyar iparművészet – Magyarország műemlékei – Képzőművészeti gyüjtemények – Közgyüjteményeink – A magyar zene – A magyar színészet száz éve – Régi és modern sport – A magyar sport – Magyarok a határon túl – Magyarország nemzetközi helyzete statisztikai megvilágításban | 420       |